# Федюнин, Евгений Петрович
Евгений Петрович Федюнин (12 октября 1925 года, с. Андриановка Мучкапский район, Тамбовская область — 15 ноября 2004 года) — советский передовик производства, шофёр управления «Мосстройтранс» Главмосавтотранса СССР. Лауреат Государственной премии СССР (1973). Герой Социалистического Труда (1981).

## Биография
Родился в селе Андриановка Мучкапского района Тамбовской области. 
С 1941 года после окончания восьми классов местной школы и начала Великой Отечественной войны, Е. П. Федюнин начал свою трудовую деятельность механизатором в местном колхозе Мучкапского района Тамбовской области.
С 1943 года призван в ряды Рабоче-Крестьянской Красной армии и направлен в действующую армию на фронт. Участник Великой Отечественной войны в составе  858-го стрелкового полка 283-й стрелковой дивизии, с 1944 года — механик-водитель танка Т-34  танкового полка. Воевал на Брянском фронте, участник боёв под Мценском, где получил ранение и на Курской битве, прошёл с боями Белоруссию, Прибалтику, участник Берлинской битвы, где вторично был ранен. В 1945 году после прохождения лечения в военном госпитале был уволен из рядов Советской армии. За участие в войне был награждён Медалью «За отвагу».
С 1945 года Вскоре жил и работал в городе Москва, начал работать по специальности водителя грузового автомобиля на автомобильной базе №4 строительного треста. С 1969 года стал руководителем бригады водителей автопоездов-панелевозов. Под руководством Е. П. Федюнина, его бригада достигла высоких результатов в трудовой деятельности, благодаря чему пятилетнее   государственное задание было выполнено бригадой за четыре года, выполнив все взятые на себя социалистические обязательства. 4 мая 1971 года  Указом Президиума Верховного Совета СССР «за выдающиеся достижения в труде»  Евгений Петрович Федюнин был награждён Орденом Трудового Красного Знамени. 
В 1975 году «за внедрение методов бригадного подряда на автомобильном транспорте» Е. П. Федюнин был удостоен Государственной премии СССР. 
28 февраля 1974 года  Указом Президиума Верховного Совета СССР «за выдающиеся достижения в труде»  Евгений Петрович Федюнин был награждён Орденом Ленина.
16 января 1981 года  Указом Президиума Верховного Совета СССР «за выдающиеся производственные достижения, досрочное выполнение заданий десятой пятилетки и социалистических обязательств»  Евгений Петрович Федюнин был удостоен звания Героя Социалистического Труда с вручением Ордена Ленина и золотой медали «Серп и Молот».
Помимо основной деятельности занимался и общественно-политической работой: избирался депутатом Верховного Совета РСФСР 10-го созыва, в 1976 году был делегатом XXV съезда КПСС и членом Московского городского комитета КПСС.
Скончался 15 ноября 2004 года в Москве.

## Награды
- Медаль «Серп и Молот» (16.01.1981)
- Два Ордена Ленина (28.02.1974, 16.01.1981)
- Орден Трудового Красного Знамени (04.05.1971)
- Медаль «За отвагу» (05.10.1943)
- Медаль «За победу над Германией в Великой Отечественной войне 1941—1945 гг.»  (09.05.1945)

### Премии
- Государственная премия СССР (1975)